# Асадилов, Дархан Абсадыкович
Дархан Абсадыкович Асадилов (каз. Дархан Абсадықұлы Асаділов; род. 27 августа 1987 года, Чимкент, Казахская ССР, СССР) — казахстанский каратист, выступающий в весовой категории до 60 и до 67 кг. В 2021 году на летних Олимпийских играх 2020 года выиграл бронзовую медаль. Двукратный призёр чемпионата мира по карате и чемпионата Азии, победитель летних Азиатских игр.

## Карьера
В 2008 году на Чемпионате мира по карате в Токио (Япония) в весовой категории до 60 кг завоевал серебряную медаль, проиграв в финале Данил Домджони из Хорватии. В 2009 году участвовал во Всемирных играх в Гаосюне (Тайвань) в мужском кумите до 60 кг, не заняв призового места. Он выиграл один матч, один матч сыграл вничью и один матч проиграл, но не вышел в плей-офф турнира.
В 2011 году на Чемпионате Азии по карате в Гуанчжоу (Китай) в своей весовой категории выиграл серебряную медаль, а в 2017 году на Чемпионате Азии в Астане (Казахстан) в командном кумите завоевал бронзовую медаль.
На Летних Азиатских играх 2010 года он участвовал в мужских соревнованиях по кумите до 60 кг, где выиграл золотую медаль. После он принимал участие в Азиатских играх 2014 года и в Азиатских играх 2018 года, но неудачно и не смог завоевать медали на этих турнирах. В 2018 году он выиграл одну из бронзовых медалей в соревнованиях по кумите среди мужчин до 60 кг на Чемпионате мира по карате в Мадриде (Испания).
В 2020 году он получил право представлять Казахстан в соревнованиях по карате на летних Олимпийских играх 2020 года в Токио (Япония). Соревновался в весовой категории до 67 кг и получил бронзовую медаль.

## Награды
- Орден «Курмет» (13 августа 2021 года)[6]